# Pulp Fiction (Banksy)
Pulp Fiction é uma série de trabalhos do grafiteiro britânico Banksy. Eles retratam as personagens interpretados por Samuel L. Jackson e John Travolta no filme Pulp Fiction, de 1994, com suas armas sendo substituídas por bananas.
Existia uma pintura, com a técnica de estêncil, em uma parede perto da estação de metrô Old Street, na cidade de Londres, de 2002 a 2007. Impressões da imagem em seu sítio oficial foram vendidas por £ 1.000. Uma impressão de Pulp Fiction foi vendida por £ 10.600 em 2012.